# Harry Rogenmoser
Harry Rogenmoser, né le 13 mars 1968 à Zurich en Suisse, est un joueur et entraîneur suisse de hockey sur glace. Il évoluait au poste d'ailier gauche.

## Biographie

### Carrière de joueur

#### En club
Formé au EHC Dübendorf, Harry Rogenmoser débute en LNB avec le club zurichois lors de la saison 1985-1986. Il rejoint, pour la saison 1987-1988, le SC Rapperswil-Jona, qui milite alors en deuxième division suisse. Puis, lors du championnat 1991-1992, il part jouer pour le CP Berne, qui joue en LNA. Il remporte le titre de champion de Suisse dès sa première saison avec le club bernois. Il quitte la capitale en 1994, pour retourner à Rapperswil, fraîchement promu en première division. Il met un terme à sa carrière à la fin de la saison 1998-1999.

#### En équipe de Suisse
Trente-deux fois international, Harry Rogenmoser a participé à deux mondiaux : en 1995 et 1996.

### Carrière d'entraîneur
À la fin de sa carrière de joueur, Harry Rogenmoser est parti travailler dans le privé, restant toutefois très proche des Rapperswil-Jona Lakers. En mars 2011, il est nommé directeur sportif du club saint-gallois et en devient l'entraîneur au mois de mai de cette même année. Il s'agit de sa première expérience d'entraîneur principal, ayant secondé Igor Pavlov durant les play-out 2011.

## Palmarès
- LNA
  - Champion de Suisse en 1992 avec le CP Berne

## Statistiques

### En club
| Saison     | Équipe             | Ligue      |     | Saison régulière | Saison régulière | Saison régulière | Saison régulière | Saison régulière |   | Séries éliminatoires | Séries éliminatoires | Séries éliminatoires | Séries éliminatoires | Séries éliminatoires |
| Saison     | Équipe             | Ligue      | PJ  | B                | A                | Pts              | Pun              | PJ               | B | A                    | Pts                  | Pun                  |                      |                      |
| 1985-1986  | EHC Dübendorf      | LNB        | 35  | 7                | 5                | 12               | 6                |                  |   |                      |                      |                      |                      |                      |
| 1986-1987  | EHC Dübendorf      | LNB        | 34  | 6                | 11               | 17               | 6                |                  |   |                      |                      |                      |                      |                      |
| 1987-1988  | SC Rapperswil-Jona | LNB        | 33  | 10               | 7                | 17               | 6                |                  |   |                      |                      |                      |                      |                      |
| 1988-1989  | SC Rapperswil-Jona | LNB        | 36  | 25               | 10               | 35               | 4                |                  |   |                      |                      |                      |                      |                      |
| 1989-1980  | SC Rapperswil-Jona | LNB        | 34  | 37               | 22               | 59               | 9                |                  |   |                      |                      |                      |                      |                      |
| 1990-1991  | SC Rapperswil-Jona | LNB        | 36  | 35               | 18               | 53               | 20               |                  |   |                      |                      |                      |                      |                      |
| 1991-1992  | CP Berne           | LNA        | 36  | 15               | 13               | 28               | 10               |                  |   |                      |                      |                      |                      |                      |
| 1992-1993  | CP Berne           | LNA        | 35  | 19               | 21               | 40               | 10               | 5                | 1 | 1                    | 2                    | 0                    |                      |                      |
| 1993-1994  | CP Berne           | LNA        | 36  | 12               | 7                | 19               | 6                | 5                | 2 | 2                    | 4                    | 2                    |                      |                      |
| 1994-1995  | SC Rapperswil-Jona | LNA        | 36  | 19               | 13               | 34               | 22               |                  |   |                      |                      |                      |                      |                      |
| 1995-1996  | SC Rapperswil-Jona | LNA        | 36  | 17               | 22               | 39               | 43               |                  |   |                      |                      |                      |                      |                      |
| 1996-1997  | SC Rapperswil-Jona | LNA        | 45  | 11               | 22               | 33               | 38               | 3                | 0 | 0                    | 0                    | 2                    |                      |                      |
| 1997-1998  | SC Rapperswil-Jona | LNA        | 40  | 12               | 16               | 28               | 28               |                  |   |                      |                      |                      |                      |                      |
| 1998-1999  | SC Rapperswil-Jona | LNA        | 45  | 10               | 13               | 23               | 18               | 5                | 1 | 2                    | 3                    | 10                   |                      |                      |
| Totaux LNA | Totaux LNA         | Totaux LNA | 309 | 113              | 129              | 242              | 175              |                  |   |                      |                      |                      |                      |                      |
| Totaux LNB | Totaux LNB         | Totaux LNB | 208 | 120              | 73               | 193              | 51               |                  |   |                      |                      |                      |                      |                      |

### En équipe de Suisse
| Année | Compétition |   | PJ | B | A | Pts | Pun                                       |  | Résultat |
| 1995  | CM          | 7 | 0  | 2 | 2 | 2   | 12e place Relégué en Poule B              |  |          |
| 1996  | CM B        | 7 | 2  | 2 | 4 | 2   | 14e place au total 2e place de la Poule B |  |          |